# Rhéa Larose
Rhéa Larose, né le 11 novembre 1899 à Ottawa et morte le 9 janvier 1979 à Saint-Basile est une religieuse catholique et enseignante canadienne. Elle fonde le collège Maillet au sein de l'Université de Moncton au Nouveau-Brunswick en 1949.

## Biographie
Rhéa Larose voit le jour le 11 novembre 1899, à Ottawa. Elle fait des études en pédagogie chez les Sœurs Grises d’Ottawa pour ensuite travailler dès 1916 aux ministères de la Défense et des Statistiques du Canada. En 1926, elle entre au noviciat des Religieuses hospitalières de Saint-Joseph, à Saint-Basile (Nouveau-Brunswick). Grâce aux connaissances qu’elle a acquises en arts et en sciences sociales, elle devient une vraie pionnière.

### Fondation du collège Maillet
Sœur Rhéa Larose désire que l’on mette en place un établissement d’enseignement pour les jeunes filles Madawaska qui leur permettrait un jour d’obtenir un baccalauréat ès arts. Ainsi, en 1949, elle fonde le collège Maillet (branche dans l'histoire de l'Université de Moncton). L’appui offert par la communauté religieuse de Saint-Basile et la collaboration des Pères eudistes l’aideront à réaliser son projet. De plus, elle participe à l’élaboration des programmes de baccalauréat ès arts et en sciences infirmières de l’École normale pour religieuses, sans oublier les nombreuses activités culturelles et artistiques dans lesquelles elle se donne comme bénévole. Elle sera à la tête du collège Maillet jusqu’en 1965.
Rhéa Larose meurt le 9 janvier 1979 à l'Hôtel-Dieu Saint-Joseph de Saint-Basile.

## Reconnaissances
En 1999, dans le but de perpétuer sa mémoire, le Campus Saint-Louis-Maillet d’Edmundston de l’Université de Moncton nomme sa bibliothèque d’après son nom.